# Rechousa

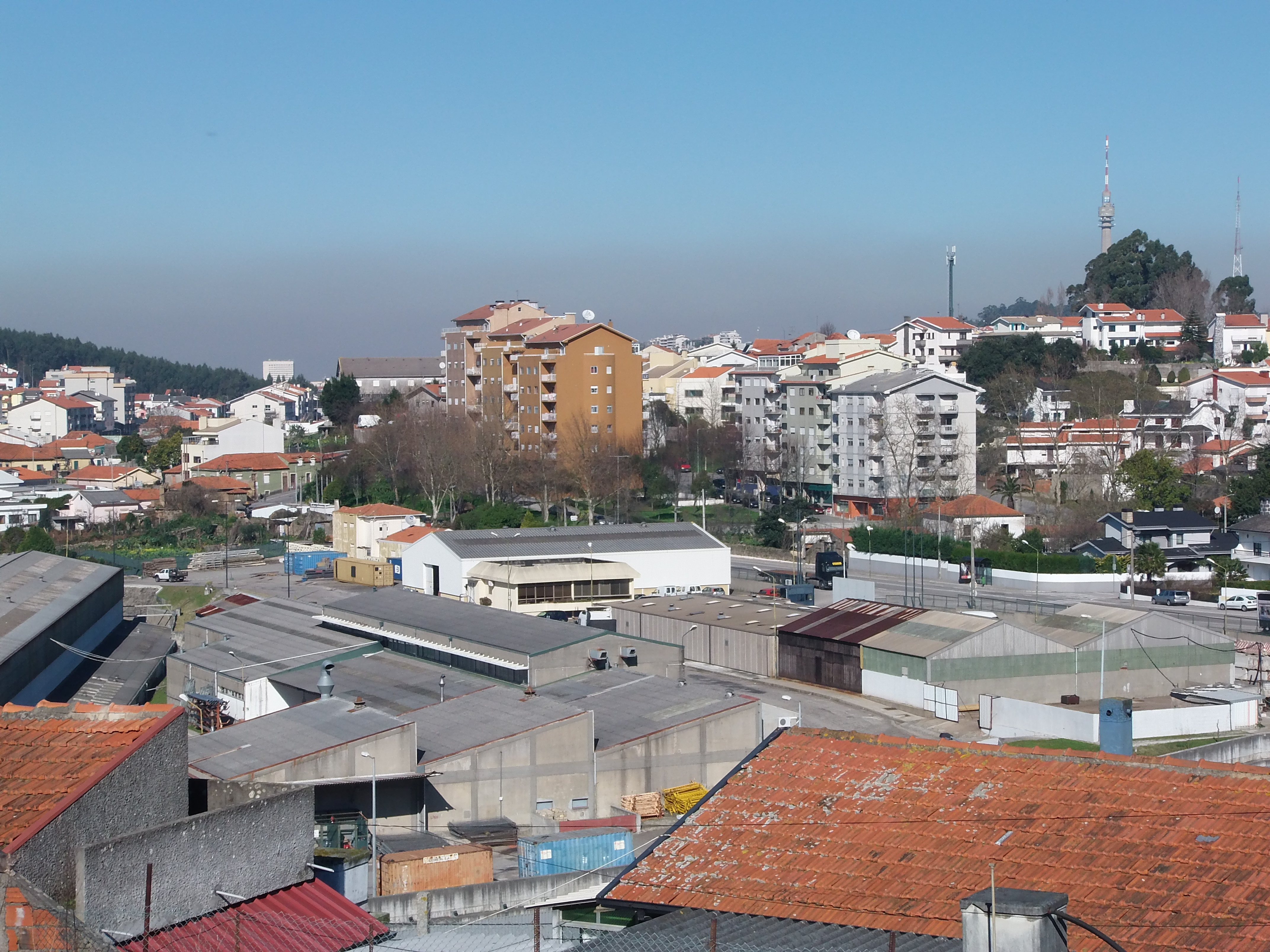
Rechousa, Vila Nova de Gaia

Rechousa é um lugar no concelho de Vila Nova de Gaia, da freguesia de Canelas.
Já foi proposta a sua elevação a freguesia durante a década de noventa.
Pontos de interesse:
- Capela de São Caetano
- Estrada Romana